# Catocala adriana
Catocala adriana är en fjärilsart som beskrevs av H. Edwards 1880. Catocala adriana ingår i släktet Catocala och familjen nattflyn. Inga underarter finns listade i Catalogue of Life.